# Kluczewo (województwo zachodniopomorskie)
Kluczewo (niem. Klaushagen) – wieś w Polsce położona w województwie zachodniopomorskim, w powiecie drawskim, w gminie Czaplinek.
W latach 1945–1954 wieś należała i była siedzibą gminy Kluczewo. W latach 1954–1971 wieś należała i była siedzibą władz gromady Kluczewo, po jej zniesieniu w gromadzie Czaplinek. W latach 1975–1998 miejscowość administracyjnie należała do województwa koszalińskiego. W roku 2007 wieś liczyła 341 mieszkańców.
Do sołectwa Kluczewo należy Brzezinka.

## Geografia
Wieś owalnica leży ok. 12 km na północ od Czaplinka, przy drodze wojewódzkiej nr 163, na południowym skraju Szwajcarii Połczyńskiej, między jeziorami Drawsko (1,2 km na wschód od niego) i Prosino (800 m na północny zachód od niego).

## Historia
Wieś została założona w XIV wieku na północnym skraju włości drahimskich i przez kilkaset lat była bardzo niespokojną wsią graniczną, co kilkadziesiąt lat paloną i odbudowywaną. Z tym okresem związana jest wojna o świnie. Rzecz miała miejsce w roku 1578, gdy od północy ze starostwem drahimskim sąsiadowały włości rodowe rodziny Manteuffel z Połczyna-Zdroju. Trzody świń należące do nich wypasane były po polskiej stronie granicy, w pobliżu wsi Kluczewo. W związku z tym starosta nakazał mieszkańcom Kluczewa zarekwirować trzody, co też niebawem się stało. W odwecie Manteufflowie zbrojnie przekroczyli granicę Polski i puścili Kluczewo z dymem oraz uprowadzili do Połczyna-Zdroju mieszkańców wsi, bydło i własną odzyskaną trzodę. Sprawa oparła się aż o koronowane głowy i w końcu Manteufflowie na polecenie księcia pomorskiego Barnima X, zwrócili jeńców i bydło oraz wypłacili kontrybucję za zniszczone mienie. W latach 1946–54  siedziba gminy Kluczewo.
Tuż po wojnie, na mapie Wojskowego Instytutu Geograficznego miejscowość pojawiła się pod nazwą Klauszewo.

## Zabytki
Do wojewódzkiego rejestru zabytków wpisany jest:
- kościół ewangelicki, obecnie pw. Narodzenia św. Jana Chrzciciela. Dojeżdżając lub dochodząc do położonego na wzgórzu Kluczewa pierwszą rzeczą, jaką widzimy jest zakończona iglicą wieża kościoła, zbudowanego w l. 1850–1856 w stylu neogotyckim. Jest to kościół parafialny, rzymskokatolicki, należący do dekanatu Połczyn-Zdrój, diecezji koszalińsko-kołobrzeskiej, metropolii szczecińsko-kamieńskiej. Budynek jest niewielki, oblicowany kamieniami polnymi, a część jego wyposażenia jest dużo starsza od kościoła. Dzwon kościelny, co prawda niewidoczny z zewnątrz, pochodzi z roku 1648. Wewnątrz można zobaczyć barokowy krucyfiks procesyjny, wykonany z lipowego drewna, oraz klasycystyczny obraz z 1817 roku "Maryja z Dzieciątkiem". Na tylnym szczycie świątyni tkwi potężne bocianie gniazdo, zasiedlane ponoć rok w rok od sześćdziesięciu lat.[6]

inne obiekty:
- pomnik żołnierzy polskich poległych w roku 1945 w czasie walk w okolicach Kluczewa, znajduje się na miejscowym cmentarzu.
- pozostałości stożkowatego gródka rycerskiego nad północnym brzegiem jeziora Prosino. Otoczony fosą gródek powstał w okresie średniowiecza i na jego szczycie wznosiła się niezachowana obecnie drewniana wieża mieszkalna[7].

## Przyroda
Ok. 700 m na południowy wschód leży faunistyczny rezerwat przyrody "Jezioro Prosino" o pow. 86 ha, utworzony 17 listopada 1988 r. W rezerwacie można zaobserwować kilkadziesiąt gatunków ptaków, w tym m.in. łabędzie, perkoza dwuczubego, perkozka, cyranki, krakwy, krzyżówki, błotniaka stawowego, bekasa kszyka, zimorodka, remiza. Rezerwat stanowi również obiekt botaniczny i odznacza się występowaniem kilku zespołów roślinnych wodnych, szuwarowych i zaroślowych. Na północ od jeziora zachowane jest grodzisko z okresu wczesnośredniowiecznego.
W Kluczewie rozpoczyna się Szwajcaria Połczyńska. Jest to najwyższa część wzniesień moreny czołowej lodowca na terenie Pojezierza Drawskiego i charakteryzuje się kombinacją wysokich wzgórz, jezior, rzek i lasów. Ten fenomen przyrodniczy swą sławę zawdzięcza drodze wojewódzkiej nr 163, która przecina go w środkowej części i tworzy "Drogę ponad stu zakrętów". Biegnie ona wzdłuż Doliny Pięciu Jezior, utworzonej przez niewielkie jeziora Krzywe, Krąg, Długie, Głębokie i Małe, połączone Drawą i otoczonej przez wysokie wzgórza o wysokości do ponad 200 m n.p.m. Zbocza wzgórz porośnięte są starymi lasami bukowymi, które dochodzą niemal do samego lustra wody.

## Turystyka
Przez wieś przechodzi  Szlak „Solny” o długości 152 km (Czaplinek – Stare Drawsko – Spyczna Góra (202 m n.p.m.) – Kluczewo – Tychowo – Połczyn-Zdrój – Białogard – Karlino – Kołobrzeg).

## Edukacja
We wsi znajduje się szkoła podstawowa.